# Lars Roslyng Christiansen
Lars Roslyng Christiansen, danski rokometaš, * 18. april 1972, Sønderborg.
Z dansko rokometno reprezentanco se je udeležil tekmovanj na vseh stopnjah: evropsko prvenstvo v rokometu 2008, svetovno prvenstvo v rokometu 2007 in leta 2011.